# ويليام باركلي بارسونز
ويليام باركلي بارسونز (بالإنجليزية: William Barclay Parsons)‏ هو مهندس مدني ومهندس أمريكي، ولد في 15 أبريل 1859 في نيويورك في الولايات المتحدة، وتوفي في 9 مايو 1932.